# Erebus mygdonia
Erebus mygdonia är en fjärilsart som beskrevs av Pieter Cramer 1779. Erebus mygdonia ingår i släktet Erebus och familjen nattflyn. Inga underarter finns listade i Catalogue of Life.